# Hedehusene (plaats)
Hedehusene is een plaats in de Deense regio Hovedstaden, gemeente Høje-Taastrup. De plaats telt 12.250 inwoners (2019) en valt onder de gelijknamige parochie.
Naast de Ansgarkerk staat de zogenaamde Kallerupsteen, een van de oudste Deense runenstenen. Deze steen werd in 1827 gevonden bij het dorpje Kallerup, even ten noorden van Hedehusene. De steen dateert uit de periode 800-825 n.Chr. In 1921 werd de runensteen bij de zojuist gebouwde Ansgarkerk geplaatst. Deze kerk is genoemd naar de heilige Ansgarius, die als zendeling door Denemarken reisde in dezelfde periode als de runensteen werd gemaakt.
In 1642 werd de eerste wegverbinding aangelegd tussen Kopenhagen en Roskilde. Deze Kongevej ('Koningsweg') mocht alleen door de koning en diens gevolg gebruikt worden. Koning Christiaan IV liet op de plek van het huidige Hedehusene een huis bouwen ten behoeve van de bewaking van de slagbomen die de weg afsloten. Dit huis op de heide wordt gezien als het begin van Hedehusene ('de heidehuizen'). De weg werd overigens na 20 jaar vrijgegeven, en het huis werd omgebouwd tot een herberg. In de 18e eeuw werd de weg vervangen door de Roskildevej. Er verschenen nog enkele nieuwe herbergen langs de weg.
In 1847 werd de spoorlijn Kopenhagen - Roskilde geopend. Op het traject moesten voldoende locaties zijn waar de stoomlocomotieven water konden innemen, en dat was de reden waarom het onbeduidende Hedehusene een eigen station kreeg. Rondom dit station verschenen enkele huizen, maar de echte groei van het dorp begon vanaf 1900 vanwege de bouw van een steenfabriek en de aanleg van grindgroeves. Het station Hedehusene werd een van de grootste goederenstations van Denemarken.
Het aantal inwoners steeg van 586 in 1906 tot 1.197 in 1921. Het dorp omvatte toen onder andere een zuivelcoöperatie, winkels en diverse fabrieken. In 1921 werd een kerk gebouwd. In 1940 telde Hedehusene 1.603 inwoners.
Na de Tweede Wereldoorlog zette de groei zich door. In 1960 woonden er 4.420 mensen in Hedehusene. Vanaf eind jaren 70 vestigden zich de eerste gastarbeiders in Hedehusene. De meesten van hen waren afkomstig uit Turkije, maar ook immigranten uit voormalig Joegoslavië, Pakistan, Marokko, Afghanistan, Iran en Irak hebben zich in de plaats gevestigd.
Hedehusene is inmiddels vastgegroeid aan Kallerup, Fløng en Baldersbrønde.
In de jaren 70 werden de voormalige grindgroeves omgevormd tot het natuur- en recreatiegebied Hedeland.

## Geboren
- Jørgen Kristensen (1946), voetballer